# Tibiotarso

Esqueleto de paloma, el número 10 indica el tibiotarso

El tibiotarso es un hueso que se encuentra entre el fémur y el tarsometatarso en la pata de un ave. Procede de la fusión de la parte proximal del tarso con la tibia.

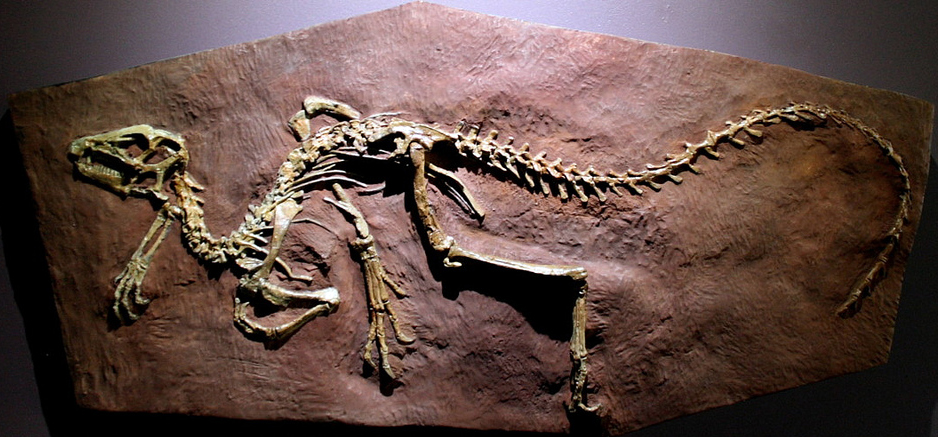
Fósil de Heterodontosaurus tucki donde se aprecia claramente el tibiotarso.

Una estructura similar se produjo en los heterodontosáuridos durante el Mesozoico. Estos pequeños dinosaurios ornitisquios no estaban relacionados con las aves y la similitud de sus huesos del pie se explica mejor por la evolución convergente.